# Come Out, Ye Black and Tans
Come Out, Ye Black and Tans (příležitostně také Black and Tan) je píseň irských povstalců, kterou složil Dominic Behan.

## Kontext
Text písně pojednává o irském nacionalismu a bojích jiných národů proti Britské říši.
Zatímco název odkazuje na Black and Tans, text se týká sporu mezi republikánskými a loajalistickými obyvateli Dublinu. Po staletí byl Dublin centrem Koloví, dokonce i když Anglie měla malou kontrolu nad zbytkem Irska. Teprve s příchodem protestantských osadníků v Ulsteru v plantáži v Ulsteru ze 17. století se severní Irsko stalo alternativním centrem loajalismu k Británii. Dublin nadále volil odborové politiky a dobrovolná služba v britské armádě byla oblíbenou kariérní volbou mezi dublinskými dělníky, katolickými i protestantskými. Zbytek Irska byl dozorován vojensky organizovanou Královskou irskou policií, což byla forma četnictva, zatímco Dublin měl vlastní policejní sílu, dublinskou metropolitní policii, což byla civilní síla podobná té, která se nachází v každém velkém britském městě.
Podpora této tradice byla existence poměrně rozsáhlé a nyní obecně zapomenuté a zmizelé dublinské protestantské dělnické třídy (o té pojednává píseň). Jedním z mála zastoupení této kulturní skupiny je Bessie Burgessová v hře Seána O'Caseyho Pluh a hvězdy.
Píseň proto není pouze náznakem zahořklosti, kterou Behanovi pociťovali při způsobu, jak s nimi zacházel Svobodný stát po dosažení svobody, ale i poukázáním na to, že zahořklosti způsobené irskou válkou za nezávislost vydržely po mnoho let v Dublinu, stejně jako lidé z irské občanské války vydrželi v přírodě.

## Black and Tans
Jedná se o termín označující britské vojáky, kteří byli posláni zpacifikovat irské povstalce. Ačkoli byla většina členů bývalými vojáky, oficiálně nespadali pod britskou armádu, nýbrž pod policii, protože konflikt na irském území byl označen za státní (irské povstání by v opačném případě bylo válkou o nezávislost). Název pochází ze vzhledu jejich uniforem.

## Text

### Originál
| Originál (angličtina) | Překlad |
| --- | --- |
| I was born on a Dublin street where the Royal drums did beat, And the loving English feet walked all over us; And every single night, when me Da would come home tight, He’d invite the neighbours outside with this chorus: [Refrén] Oh, come out you Black and Tans; Come out and fight me like a man; Show your wife how you won medals down in Flanders; Tell her how the I.R.A. made you run like hell away From the green and lovely lanes in Killeshandra. Come, tell us how you slew Them ol' Arabs two by two; Like the Zulus, they had spears and bows and arrows; How you bravely faced each one, With your sixteen pounder gun, And you frightened them poor natives to their marrow. [Refrén] Come, let us hear you tell How you slandered great Parnell, When you thought him well and truly persecuted, Where are the sneers and jeers That you bravely let us hear, When our heroes of sixteen were executed. [Refrén] The day is coming fast And the time is here at last, When each shoneen will be cast aside before us; And, if there be a need, Sure my kids will sing «Godspeed!», With a bar or two of Stephen Behan’s chorus. [Refrén] | Narodil jsem se v ulicích Dublinu, kde bubnovaly Královské bubny, A milující anglické nohy chodily po nás; A každou noc, kdy se táta vracel domů rozzuřený Pozval sousedy ven touto písní: [Refrén] Pojďte ven, vy, Black and Tans; Pojďte ven a bojujte se mnou jako muži; Ukažte vašim ženám jak jste vyhráli medaile u Flander; Řekněte jim, jak vás IRA přinutila běžet jako o život Pryč z zelených a půvabných ulic Killeshandry. Pojďte, vyprávějte jak jste rozsekali ty Araby na cucky, Jako Zuluy, co měli kopí a luky a šípy; Jak jste se jim všem hrdinně čelili Se svým 16 liberním dělem A vyděsili ty domorodce do morku kostí. [Refrén] Pojďte, poslechneme si vás Jak jste urazili Parnella, Když jste si mysleli, že je dobře a zaslouženě potrestán, No, kde jsou vaše posměšky a doplňky, Že jste nám dovolovali poslouchat, Když byli naši hrdinové roku 1916 popraveni. [Refrén] Brzy začne den A konečně přišel čas, Kdy každý shoneen bude hozen před námi; A pokud bude třeba, Jsem si jist, že moje děti zazpívají „Godspeed!”, S taktem nebo dvěma popěvku Stephena Behana. [Refrén] |

### Alternativní konce
- Verze 1:

The day is coming fast
And it will soon be here at last,
When North and South again belong to Erin;
And, when John Bull is gone,
We’ll all join in this song,
And the trumpets of freedom will be blarin'.
[Refrén]
- Verze 2:

Ah, the time is coming fast
And I think them days are near,
When each English shod in heel will run before us;
And, if there be a need,
Then our kids will say „Godspeed!”,
With a verse or two of singing this fine chorus.
- Verze 3:

Ah, the time is coming fast
And I think them days are near,
When each tout and traitor, they will run before us;
And, if there be a need,
Then our kids will say „Godspeed!”,
With a bar or two of Stephen Behan's chorus.
- Verze 4, kterou často zpívali v době Konfliktu v Severním Irsku jako vzpomínku na Krvavou neděli v roce 1972 (nahrazuje jeden z refrénů):

Oh, come out ye English Huns;
Come out and fight without yer guns;
Show yer wife how you won medals up in Derry.
Ye murdered free young men,
And you’ll do the same again,
So get out and take yer bloody army with ye.